# 우정인재개발원
우정인재개발원(郵政人材開發院, Korea Post HRD Institute, 약칭: KPHI)은 우정사업본부의 소속기관이다. 2022년 12월 30일 발족하였으며, 충청남도 천안시 동남구 양지말1길 11-14에 위치한다. 원장은 고위공무원단 나등급에 속하는 일반직공무원으로 보하되, 임기제공무원으로 보할 수 있다.

## 직무
- 교육훈련에 관한 계획의 수립
- 교육훈련수요의 조사 및 교육훈련제도의 연구
- 교육훈련과정과 교과편성 및 교수요목의 제정
- 교육생의 교육훈련성적평가 및 교육훈련성과의 분석
- 교육훈련자료의 수집, 교안작성 및 교재의 편찬·간행
- 교육생의 등록, 각종 증명 발급 및 학적관리
- 교육준비, 교육생 생활지도 및 보건
- 교육용 시설·기기 및 교육용 보조자료와 시청각교재의 관리 및 제작
- 우정사업본부 성희롱예방교육 및 여성권익 상담센터 운영

## 연혁
- 1900년 11월: 우무학당 및 전무학당 설치.
- 1908년 4월: 체신업무전습양성소 설치.
- 1918년 4월: 체신이원양성소 설치.
- 1937년 3월: 서울 창성동에서 원효로로 이전.
- 1946년 3월: 체신학교로 개편.
- 1957년 7월 10일: 체신학교 대학부를 체신학교로, 체신학교 고등부를 체신고등학교로 개편.[1]
- 1962년 1월 1일: 체신공무원훈련소로 통합.[2]
- 1964년 7월 20일: 체신부 소속으로 전기통신기술원훈련소 설치.[3]
- 1964년 10월 7일: 체신공무원교육원으로 개편.[4]
- 1969년 4월 7일: 전기통신기술원훈련소를 전기통신훈련소로 개편.[5]
- 1970년 2월 21일: 체신공무원교육원과 전기통신훈련소를 체신공무원훈련소로 통합.[6]
- 1977년 7월 16일: 체신공무원교육원으로 개편하고 대전분원을 설치.[7]
- 1982년 1월 1일: 전기통신에 관한 전담교육부서를 한국전기통신공사로 분리.[8]
- 1994년 12월 23일: 정보통신부 소속 정보통신공무원교육원으로 개편.[9]
- 1999년 5월: 천안청사 신축 이전 개원. 공무원교육기관 최초 사이버교육 실시.
- 2000년 7월 1일: 우정사업본부 소속으로 변경.[10]
- 2004년 2월: 우정박물관 이전 개관.
- 2006년 12월: 정부기관 최초 HACCP 인증.
- 2008년 2월 29일: 지식경제공무원교육원으로 개편.[11]
- 2008년 9월: ISO 9001교육품질인증 획득.
- 2009년 10월: 녹색학교 설립.
- 2010년 1월: 녹색교육기관 제1호 지정.
- 2010년 6월: 교육훈련평가 대통령상 수상.
- 2013년 3월 23일: 우정공무원교육원으로 개편.[12]
- 2022년 12월 30일: 우정인재개발원으로 개편.[13]

## 조직
본부장 산하에 교육기획과ㆍ교육운영과ㆍ교육지원과를 둔다.

## 같이 보기
- 우정박물관
- 국가공무원인재개발원
- 중앙교육연수원
- 지방자치인재개발원
- 농식품공무원교육원
- 국립환경인재개발원
- 법무연수원
- 국립통일교육원
- 국토교통인재개발원